# R.I.P.D. 2: Rise of the Damned
R.I.P.D. 2: Rise of the Damned ist eine US-amerikanische Science-Fiction-Filmkomödie aus dem Jahr 2022, die das Prequel zum Film R.I.P.D. aus dem Jahr 2013 darstellt. Die Regie übernahm Paul Leyden, als Vorlage diente der Comic Rest in Peace Department von Peter M. Lenkov aus dem Jahr 1999.

## Inhalt
Der Vorspann des Films zeigt Otis Clairborne, der auf der Suche nach Gold ein Tor zur Hölle öffnet, wodurch ein geheimnisvolles Wesen von ihm Besitz ergreift.
Einige Monate später wird der Sheriff Roy Pulsipher bei einem Angriff durch eine Verbrecherbande um Otis Clairborne in Red Creek (Utah) getötet. Analog zum ersten Film, gelangt Roy beim Aufstieg in das Jenseits in ein Büro des Rest In Peace Departments (R.I.P.D.). Nach Durchsicht der Waffen verpflichtet sich Roy dem R.I.P.D. durch Handschlag mit der Büroleiterin Hano, Deados zu bekämpfen. Er wird zur Erde zurückgeschickt, landet in einem Plumpsklo auf freiem Feld, wird von Büffeln überrannt und trifft auf seine Partnerin, Jeanne d’Arc.
Da sich Roy sicher ist, einen der doch noch lebenden Verbrecher erschossen zu haben, vermutet er, dass diese Deados seien. Roy und Jeanne fangen einen Gefängnistransport mit den drei geschnappten Verbrechern ab, lenken die Marshals ab und identifizieren einen der Gefangenen als Deado wegen seines Brandmals am Oberkörper. Jeanne bringt diesen durch einen Tropfen Weihwasser zum Explodieren und anschließend lässt Roy ihn durch einen Schuss implodieren. Ein weiterer Verbrecher überwältigt Roy, aber kann durch Jeanne eliminiert werden. Den dritten, Slim Samuels, fragen sie nach den Plänen Otis Clairbornes aus und nehmen ihn als Gefangenen mit.
Sie gelangen in die verlassene Stadt von Red Creek und quartieren sich in ein Hotel ein. Da Roy und Jeanne auf der Erde als zwei dunkelhäutige Schwestern auftreten, nimmt der Hotelbesitzer und zugleich Bürgermeister, Mayor Julius Butterfield, die drei nur widerwillig auf. Sowohl Butterfield als auch die Hotelangestellte Beverly leiden an Husten, wofür sie Gase aus einer Mine auf einem Berg ursächlich sehen. Roy und Jeanne fesseln Slim und begeben sich zur Mine, wo bereits Butterfield die beiden im Austausch gegen eine Gasmaske verraten wollte, werden überwältigt und eingesperrt. Im Gefängnis trifft Roy auch Angus wieder, den Verlobten seiner Tochter Charlotte.
Clairborne plant, das Höllentor durch die Gefangenen öffnen zu lassen, da Deados dazu nicht selbst imstande sind. Anschließend sollen die daraus entflohenen Deados von den Gefangenen Besitz ergreifen.
Beverly befreit Slim, der nicht, wie von Roy verdächtigt, für dessen Tod verantwortlich ist (Butterfield ließ gefälschte Fahndungen nach Slim drucken). Slim befreit Roy, Jeanne und Angus. Jeanne kann ihre Angst gegen Feuer überwinden, springt über das geöffnete Höllentor und wirft einen Tropfen von Jesu Tränen hinein, die sie vor Jahrhunderten in einer geplünderten Kirche fand, und schließt damit das Tor. Übrig bleibt ein Wesen, ein Helfer des Teufels, das von Clairborne Besitz ergriff. Im finalen Kampf findet Roy die Tränen Jesu, beträufelt seine Gewehrkugeln damit und erschießt das Wesen.
Slim und Beverly werden zu Sheriff und Hilfssheriff ernannt und nehmen Butterfield wegen der Ermordung Roys fest. Roy nimmt an der Hochzeit seiner Tochter mit Angus teil. Roy möchte sich von Jeanne verabschieden, doch dank seiner Mindestvertragslaufzeit von 100 Jahren ist er an sie noch gebunden.

## Produktion und Veröffentlichung
Im August 2022 wurde bekannt gegeben, dass ein Prequel mit dem Titel R.I.P.D.: Rise of the Damned gedreht wird. Der Film wurde von Universal Home Entertainment produziert und als Direct-to-Video am 15. November 2022 veröffentlicht.

### Synchronisation
Die deutsche Synchronfassung des Filmes entstand bei der Iyuno-SDI Group Germany GmbH in Berlin, unter der Dialogregie und nach einem Buch von Heiko Akrap.
| Rolle                            | Deutscher Sprecher   |
| -------------------------------- | -------------------- |
| Sheriff Roy Pulsipher            | Bernd Egger          |
| Jeanne d’Arc                     | Susanne Geier        |
| Avatar Roy                       | Vera Bunk            |
| Avatar Jeanne d’Arc              | Giovanna Winterfeldt |
| Slim Samuels                     | Konrad Bösherz       |
| Zeke Samuels                     | Peter Sura           |
| Otis Clairborne                  | Oliver Stritzel      |
| Bürgermeister Julius Butterfield | Jan Kurbjuweit       |
| Charlotte Pulsipher              | Melinda Rachfahl     |
| Angus                            | René Dawn-Claude     |
| Beverly                          | Almut Zydra          |
| Hano                             | Antje von der Ahe    |
| Henry                            | Martin Schubach      |
| Nell                             | Jasmin Arnoldt       |